# Área de Conservação da Paisagem de Kosemäe
A Área de Conservação da Paisagem de Kosemäe é um parque natural situado no condado de Pärnu, na Estónia.
A sua área é de 47 hectares.
A área protegida foi designada em 1964 para proteger as florestas e paisagens próximas a Kanaküla. Em 2016, a unidade de conservação foi reformulada para área de preservação paisagística.